# Herman Royden Sweet
Herman Royden Sweet ( 1909 - 1992) fue un botánico estadounidense.
Fue profesor de biología en la Universidad de Tufts, Medford.

## Obra
- 1980. The Genus Phalaenopsis. Orchids of the world 1. Ed. Orchid Digest, 128 pp.

- 1974. Orchids of Southern Ryukyu Islands. Con Leslie Andrew Garay. Ed. Botanical Museum, Harvard Univ. 180 pp.

- La abreviatura «H.R.Sweet» se emplea para indicar a Herman Royden Sweet como autoridad en la descripción y clasificación científica de los vegetales.[2]